# Hygris beckeri
Hygris beckeri är en insektsart som beskrevs av Albino Morimasa Sakakibara 1998. Hygris beckeri ingår i släktet Hygris och familjen hornstritar. Inga underarter finns listade i Catalogue of Life.